# Tangled Lives (film fra 1917)
 For alternative betydninger, se Tangled Lives. (Se også artikler, som begynder med Tangled Lives)
Tangled Lives er en amerikansk stumfilm fra 1917 af J. Gordon Edwards.

## Medvirkende
- Genevieve Hamper som Laura Fairlie / Ann Catherick
- Stuart Holmes som Roiy Schuyler
- Robert B. Mantell som Dassori
- Walter Miller som Walter Hartwright
- Henry Leone som Pesca